# 伊泽山龙胆
伊泽山龙胆（学名：Gentiana itzershanensis）为龙胆科龙胆属的植物，为台灣特有植物。分布在台湾海拔3,300米的地区，多生于山坡草地。
伊澤山龍膽在1974年被命名，在1989年時被併為玉山龙胆的變種，但在1999年時又恢復為一獨立的種。